# José Luis Violeta
José Luis Violeta Lajusticia (25. februar 1941 - 5. maj 2022) var en spansk fodboldspiller (midtbane). Han tilbragte hele sin karriere hos Real Zaragoza i sin fødeby, og vandt blandt andet to udgaver af pokalturneringen Copa del Rey med klubben.
Violeta spillede desuden 14 kampe for det spanske landshold, som han debuterede for 23. juni 1966 i en venskabskamp mod Uruguay.

## Titler
Copa del Rey
- 1964 og 1966 med Real Zaragoza

UEFA's Messeby-turnering
- 1964 med Real Zaragoza